# Иремашвили, Иосиф Георгиевич
Иосиф Георгиевич Иремашвили (груз. იოსებ
გიორგის ძე ირემაშვილი, нем. Iosseb Iremaschwili; 6 января 1878, Урбниси, Горийский уезд, Тифлисская губерния, Российская империя — 1944, Берлин) — грузинский политический деятель и мемуарист, друг детства и политический оппонент И. В. Сталина, известный своей книгой воспоминаний о его детстве и юности.

## Биография
Иремашвили учился вместе с Джугашвили в Горийском духовном училище, а затем в Тифлисской духовной семинарии. В 1901 году стал учителем в Горийской семинарии. Помогал Кобе (Сосо Джугашвили) скрываться от полиции.
Иремашвили вступил в РСДРП, вёл политическую деятельность. После 1903 года порвал с большевиками, стал меньшевиком.
17 октября 1905 г. Иремашвили и Джугашвили участвовали в тифлисской демонстрации, состоявшейся после объявления манифеста о свободе прессы и собраний. В 1907 г. Иремашвили опубликовал статью «Большевистская опасность», с резким осуждением тактики большевиков. Полемика с Сталиным вскоре переросла в личную вражду.
Работал учителем в Тифлисе , учил первого сына Сталина Якова Джугашвили, который рос и воспитывался у родственников матери Якова — Екатерины Сванидзе.
В 1919—1921 гг. Иремашвили был членом Учредительного собрания Грузинской демократической республики. Назначен комиссаром Душетского уезда.
После советизации Грузии в 1921 году Иремашвили был арестован и посажен в Метехский замок. Его сестра выхлопотала у Сталина освобождение Иремашвили. В 1922 году он, вместе с другими социал-демократами (меньшевиками), был выслан из СССР. Получил политическое убежище в Германии. До конца своих дней активно боролся за независимость Грузии.
Умер в 1944 году в Берлине.
Место захоронения неизвестно.

## Воспоминания о Сталине
В 1932 году в Берлине на немецком языке вышла книга его воспоминаний «Сталин и трагедия Грузии» (нем. «Stalin und die Tragoedie Georgiens»). Книга считается ценным источником, поскольку принадлежит очевидцу, близко знавшему Сталина, и вышла за пределами СССР, то есть не подверглась советской цензуре. В книге содержится ряд интересных сведений о биографии лидера ВКП(б), отсутствующих в других источниках. Так, согласно Иремашвили, оба родителя Иосифа Джугашвили — отец Виссарион Джугашвили (Дзугаев) и мать Кетеван (Екатерина) Геладзе — были осетинами-кударцами, а не только одна мать, как считалось ранее.
Иремашвили рассказывает о жестоких побоях, которыми награждал маленького Coco пьяный Виссарион, и о постепенно возраставшей антипатии Coco к отцу. Согласно Иремашвили, юному Сталину были присущи такие черты характера, как злопамятность, мстительность, коварство, честолюбие и властолюбие. По его словам, перенесённые в детстве унижения сделали Сталина…

…жестоким и бессердечным, как и его отец. Он был убеждён в том, что человек, которому должны подчиняться другие люди, должен быть таким, как его отец, и поэтому в нём вскоре выработалась глубокая неприязнь ко всем, кто был выше его по положению. С детских лет целью его жизни стала месть, и этой цели он подчинил всё.
Свою характеристику Иремашвили заканчивает словами:

Триумфом для него было достигать победы и внушать страх.
Из круга чтения, по словам Иремашвили, особое впечатление произвёл на юного Сосо роман грузинского писателя Казбеги «Отцеубийца», с героем которого — абреком Кобой — он себя отождествлял. По мнению Иремашвили, 

Коба стал для Coco богом, смыслом его жизни. Он хотел бы стать вторым Кобой, борцом и героем, знаменитым, как этот последний.

## Сталин и царская охранка
Иремашвили не сомневался в связях Сталина с царской охранкой, что, по мнению Иремашвили, было причиной исключения Сталина из социал-демократической партии Грузии. Социал-демократия также отвергала террористические акты  и «эксы» (налёты и грабежи), которые проводили Л. Б. Красин и М. М. Литвинов, при активном участии Сталина. Однако В. И. Ленин считал данную деятельность важной для пополнения партийной кассы, что в итоге привело к расколу партии.

## Труды
- Joseph Iremaschwili. Stalin und die Tragödie Georgiens. Berlin, Verfasser, 1932. — 95 S. (илл.) (нем.) //

- совр. переиздание: ი.ირემაშვილი, სტალინი და საქართველოს ტრაგედია, თბ, 2006. — 138 с. — ISBN 9992869194 (груз.)